# Championnat de Lettonie de football 2019
Navigation
2018 2020
| \| BFC Daugavpils FK Ventspils Rīgas FS FK Jelgava FK Liepāja Spartaks Jūrmala FK Valmiera Metta/LU Riga Riga FC \| Localisation des clubs engagés dans le championnat. |
| BFC Daugavpils FK Ventspils Rīgas FS FK Jelgava FK Liepāja Spartaks Jūrmala FK Valmiera Metta/LU Riga Riga FC                                                           |

La saison 2019 du championnat de Lettonie de football est la 29e édition de la première division lettone. La Virslīga, nom officiel, Optibet Virslīga  regroupe les neuf meilleurs clubs lettons au sein d'une poule unique qui s'affrontent quatre fois durant la saison, deux fois à domicile et deux fois à l’extérieur. À l'issue de la saison, le dernier du classement est relégué et l'avant-dernier doit disputer un barrage de promotion-relégation face au 2e de D2.
Le Riga FC conserve son titre à l'issue de la saison.

## Participants
| Equipe              | Ville      | Stade                      | Capacité |
| ------------------- | ---------- | -------------------------- | -------- |
| BFC Daugavpils      | Daugavpils | Celtnieks Stadion          | 3 980    |
| Riga FC             | Riga       | Skonto Stadion             | 9 500    |
| FK Liepāja          | Liepāja    | Stade Daugava              | 5 100    |
| FK Jelgava          | Jelgava    | Zemgale Olympic Center     | 1 560    |
| FK Ventspils        | Ventspils  | Olimpiskais-Stadion        | 3 200    |
| FK Spartaks Jurmala | Jurmala    | Stade Slokas               | 2 800    |
| FK Valmiera         | Valmiera   | Stade J.Dalina             | 2 000    |
| FK Metta            | Riga       | Hanzas vidusskolas laukums | 2 000    |
| FK RFS              | Riga       | NSB Arkādija               | 500      |

Le club FK Valmiera, dernier la saison passée et initialement relégable, a été repêché afin de porter le nombre de participants à neuf. Le club promu  de deuxième division est le BFC Daugavpils.
Le FS Metta/LU Riga gagna les barrages contre SK Super Nova, ce qui permet au club de rester dans la Virsliga.

## Compétition
Le classement est calculé avec le barème de points suivant : une victoire vaut trois points, le match nul un. La défaite ne rapporte aucun point.
Critères de départage :
1. plus grand nombre de points ;
2. plus grand nombre de points en confrontations directes ;
3. plus grande différence de buts particulière
4. plus grande différence de buts générale ;
5. plus grand nombre de buts marqués ;
6. classement du fair-play ;
7. match d'appui.

### Classement
| Rang | Équipe           | Pts | J  | G  | N  | P  | Bp | Bc | Diff |
| ---- | ---------------- | --- | -- | -- | -- | -- | -- | -- | ---- |
| 1    | Riga FC T        | 66  | 32 | 20 | 6  | 6  | 59 | 21 | +38  |
| 2    | FK RFS C         | 59  | 32 | 17 | 8  | 7  | 55 | 32 | +23  |
| 3    | FK Ventspils     | 47  | 32 | 12 | 11 | 9  | 47 | 43 | +4   |
| 4    | FK Valmiera      | 46  | 32 | 12 | 10 | 10 | 37 | 34 | +3   |
| 5    | Spartaks Jurmala | 44  | 32 | 13 | 5  | 14 | 49 | 64 | -15  |
| 6    | FK Jelgava       | 38  | 32 | 9  | 11 | 12 | 34 | 37 | -3   |
| 7    | FK Liepāja       | 37  | 32 | 11 | 6  | 15 | 41 | 43 | -2   |
| 8    | BFC Daugavpils P | 31  | 32 | 8  | 7  | 17 | 27 | 50 | -23  |
| 9    | FK Metta         | 26  | 32 | 6  | 8  | 18 | 35 | 60 | -25  |

|  | Qualification pour le 1er tour de qualification de la Ligue des champions 2020-2021     |
|  | Qualification pour le 1er tour de qualification de la Ligue Europa 2020-2021            |
|  | Participation au barrage de promotion-relégation                                        |
|  | T : Tenant du titre C : Vainqueur de la Coupe de Lettonie 2019 P : Promu de 2e division |

### Barrage de relégation
À la fin de la saison, l'avant-dernier de Virslīga affronte le second de 1. līga pour tenter de se maintenir. 
| Équipe        | Aller | Total | Retour | Équipe             |
| ------------- | ----- | ----- | ------ | ------------------ |
| FK Metta (D1) | 0 - 0 | 3 - 1 | 3 - 1  | (D2) SK Super Nova |

## Bilan de la saison
| Championnat de Lettonie de football 2019 |                    |
| Champion                                 | Riga FC (2e titre) |
| Coupes et trophées                       |                    |
| Vainqueur de la Coupe de Lettonie 2019   | Rīgas FS           |
| Qualifications continentales             |                    |
| Ligue des Champions 2020-2021            | Riga FC            |
| Ligue Europa 2020-2021                   | FK RFS             |
| Promotions et relégations                |                    |
| Promus en Virslīga                       | FK Tukums 2000     |
| Relégués en 1. līga                      | Aucun              |